# Freikörperkultur

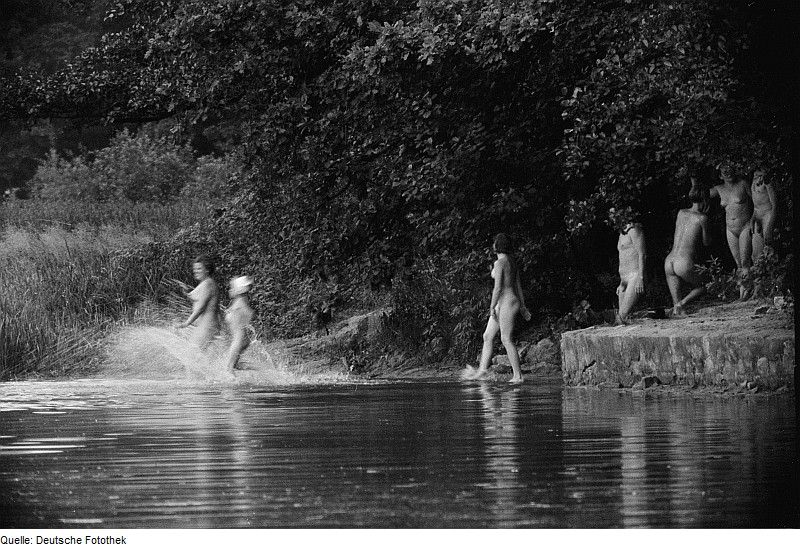
Oost-Duitse naturisten in 1952.

Freikörperkultur (vertaling: vrije lichaamscultuur) of afgekort FKK is een stroming in Duitsland die is ontstaan aan het begin van de 20e eeuw. Pioniers waren Heinrich Pudor en Richard Ungewitter. Het kan gezien worden als het begin van het moderne naturisme. Het is nog altijd de Duitse vertaling van dit woord. Oorspronkelijk werd het Nacktkultur (vertaling: naaktcultuur) genoemd, maar omdat dit woord de Duitse burgerij choqueerde werd het al vrij vlug van naam veranderd.